# Jan Drozd (duchowny)
Jan Drozd SDS, imię świeckie Gerard, (ur. 10 października 1914 w Halembie, zm. 29 listopada 1996 w Krakowie) – polski ksiądz katolicki, salwatorianin, biblista, tłumacz Pisma Świętego.

## Życiorys
Do nowicjatu zakonnego wstąpił w 1933, święcenia kapłańskie przyjął 12 maja 1940, studiował też na tajnym Uniwersytecie Jagiellońskim polonistykę i romanistykę, pod kierunkiem Stanisława Pigonia napisał pracę magisterską Dramaty C.K. Norwida. W 1948 obronił na UJ pracę doktorską Wpływ epikureizmu na saduceizm napisaną pod kierunkiem Aleksego Klewka. W latach 1951–1961 był wykładowcą Seminarium Duchownego w Nysie, w latach 1958-1968 w Wyższym Seminarium Duchownym we Wrocławiu, wykładał też w Wyższym Seminarium Duchownym salwatorianów w Bagnie.
Dla Biblii Tysiąclecia przetłumaczył Księgę Sędziów, Księgę Ezechiela i Ewangelię św. Jana, dla Biblii poznańskiej Księgę Ezdrasza, Księgę Nehemiasza, Księgę Tobiasza, Księgę Judyty, Księgę Estery, Księgę Przysłów, Pieśń nad pieśniami, Księgę Koheleta i Księgę Barucha, w serii tzw. komentarzy KUL – Księgę Ozeasza i Księgę Joela.
Opublikował wiele książek poświęconych m.in. tematyce biblijnej, maryjnej i hagiograficznej.

## Publikacje
- Orędzie Niepokalanej (1975)
- Ostatnia Wieczerza nową Paschą (1977)
- Maryja w roku kościelnym (1983)
- Ojcze nasz - modlitwa pańska według współczesnej egzegezy (1983)
- Błogosławieństwa ewangelijne (Mt 5, 1-12; Łk 6, 20-26) (1990)
- Pod znakiem Krzyża. Życie, działalność, duchowość Sługi Bożego O. Franciszka Marii od Krzyża Jordan Założyciela Towarzystwa Boskiego Zbawiciela Salwatorianów i Salwatorianek (1991)
- Litania loretańska. Pochodzenie - sens wezwań - rozważania. (1991)
- Człowiek mocny duchem w czasach niemocy i ucisku. Życie i działalność ks. Tomasza Alfonsa Ślusarczyka SDS, założyciela Instytutu Świeckiego Misjonarek Chrystusa (1995)